# Mario Zenari
Mario Zenari (ur. 5 stycznia 1946 w Villafranca di Verona we Włoszech) – duchowny katolicki, arcybiskup, nuncjusz apostolski w Syrii, kardynał.

## Życiorys
5 lipca 1970 otrzymał święcenia kapłańskie i został inkardynowany do diecezji Werony. W 1976 rozpoczął przygotowanie do służby dyplomatycznej na Papieskiej Akademii Kościelnej. 
12 lipca 1999 został mianowany przez Jana Pawła II nuncjuszem apostolskim w Wybrzeżu Kości Słoniowej oraz arcybiskupem tytularnym Iulium Carnicum. Sakry biskupiej 25 września 1999 udzielił mu kardynał Angelo Sodano. Został równocześnie akredytowanym w Nigrze i Burkina Faso.
10 maja 2004 został nuncjuszem na Sri Lance, w 2008 został przeniesiony do nuncjatury w Syrii.
9 października 2016 ogłoszono jego nominację kardynalską. Kreowany kardynałem diakonem Santa Maria delle Grazie alle Fornaci fuori Porta Cavalleggeri 19 listopada 2016. Brał udział w konklawe 2025, które wybrało papieża Leona XIV.